# Radiologisch isoliertes Syndrom
Ein radiologisch isoliertes Syndrom (RIS) bezeichnet die bei einem beschwerdefreien Menschen zufällig mittels Magnetresonanztomographie (MRT) nachgewiesene Schädigung (Läsion) eines oder mehrerer Orte in Gehirn und/oder Rückenmark, die aufgrund von Lokalisation und Form vereinbar mit einer demyelinisierenden Schädigung bei Multipler Sklerose (MS) ist. Eine andere Erklärung für die Schädigung darf nicht vorliegen. Eine Multiple Sklerose kann gemäß der 2017er-Revision der McDonald-Kriterien erst dann diagnostiziert werden, sobald erstmals Symptome aufgetreten sind und die Diagnosekriterien erfüllt werden.
Bei etwa einem Drittel der Betroffen, bei denen im MRT entsprechende Läsionen auffällig geworden waren, traten innerhalb von fünf Jahren Symptome auf, innerhalb von zehn Jahren wird etwa die Hälfte der Betroffenen symptomatisch. Risikofaktoren für die Entwicklung einer Multiplen Sklerose aus einem radiologisch isolierten Syndrom sind ein junges Lebensalter, eine hohe cerebrale Läsionslast, infratentorielle oder spinale Läsionen, Kontrastmittel-anreichernde Läsionen, der Nachweis oligoklonaler Banden im Liquor cerebrospinalis sowie pathologische visuell evozierte Potentiale (VEP).
Für das radiologisch isolierte Syndrom ist der Nutzen einer immunmodulierenden Therapie nicht belegt und eine solche auch nicht zugelassen. In seltenen klinischen Konstellationen kann eine Off-Label-Therapie erwogen werden.